# Ходжсон, Брайан Хофтон
Брайан Хофтон Ходжсон (англ. Brian Houghton Hodgson; 1800—1894) — английский этнолог, востоковед и натуралист, работавший в британской Индии и Непале, где он был английским государственным служащим. Он описал много видов животных, особенно птиц и млекопитающих Гималаев, а несколько видов птиц были названы в его честь другими натуралистами, такими как Эдвард Сиким. Он специализировался на изучении тибетского буддизма, лингвистики и религии, и открыто выступал в британском правительстве против введения английского языка в индийских школах.

## Биография
В Непале Ходжсон проживал совместно с мусульманской женщиной, от которой у него было двое детей. Там он изучал непальский народ и написал более 140 статей об их языках, литературе, религиях и буддизме. Он изучал также флору и фауну этого королевства и собрал множество млекопитающих, которых позже он передал Британскому музею в Лондоне. Он обнаружил среди прочих 39 видов млекопитающих новый вид антилоп, который получил его имя (Pantholops hodgsonii). Затем он обнаружил 124 новых вида птиц и из них впервые дал научное описание 79 видам. Он содержал в неволе несколько диких животных, чтобы лучше изучить их. Его коллекции, выставленные в 1843 и 1858 годах в Британском музее, охватывали более 10 500 различных видов. Дополнительно коллекция содержала тысячи рисунков и цветных эскизов животных, выполненных индийскими и непальскими художниками. Сегодня некоторые из произведений принадлежат Зоологическому обществу Лондона.
После того, как Ходжсон подарил 88 рукописей на санскрите Коллеж де Франс в Париже, он стал в 1838 году членом французского Ордена Почётного легиона и получил за это золотую медаль. В 1877 году он стал членом Королевского общества.
В честь Ходжсона был назван род растений семейства тыквенных — Hodgsonia.

## Сочинения
- Miscellaneous Essays relating to Indian Subjects. Trübner, London 1880.
- Essays on the languages, literature, and religion of Nepál and Tibet. Trübner, London 1874.
- Comparative vocabulary of the languages of the broken tribes of Népál. Calcutta 1859.
- Papers relative to the colonization, commerce, physical geography, &c. … Calcutta 1857.
- Route of two Nepalese Embassies to Pekin with remarks on the water-shed and plateau of Tibet. Hodgson, Darjeeling 1856.
- Route from Kathmandu, the capital of Nepal, to Darjeling in Sikim, interspersed with remarks on the people and country. Calcutta 1848.
- Essay the first. Thomas, Calcutta 1847.
- Preeminence of the vernaculars. Serampore 1847.
- Catalogue of Nipalese birds between 1824 and 1844. Calcutta 1844.
- Illustrations of the literature and religion of the Buddhists. Serampore, 1841.